# Discographie de Digimon
La discographie de la franchise médiatique japonaise Digimon (デジモン, Dejimon) recense un grand nombre de singles, d'album et de compilations musicales dont la plupart sont issues de la série télévisée, des films, et des jeux vidéo. Des musiciens et acteurs tels que Takanori Arisawa, Kōji Wada et Ai Maeda (AiM) sont les auteurs de nombreux thèmes musicaux. Les dates énoncées correspondent aux sorties initiales (japonaises).

## Albums studio
- Single Hit Parade (22 septembre 1999 ; Digimon Adventure[2])
- Cute Beat Club (10 décembre 1999 ; Digimon Adventure[2])
- Best Hit Parade (24 mars 2000 ; Digimon Adventure[2])
- Rival Character Song File (24 mai 2000 ; Digimon Adventure[2])
- Single Hit Parade (21 septembre 2000 ; Digimon Adventure 02[3])
- Christmas Fantasy (2 novembre 2000 ; Digimon Adventure 02[3])
- Theme Songs – Original Karaoke Best 15 (2 mai 2001[4])
- Best Hit Parade (6 juin 2001 ; Digimon Adventure 02[3])
- Song Carnival (5 septembre 2001 ; Digimon Tamers[5])
- Christmas Illusion (7 novembre 2001 ; Digimon Tamers[5])
- Insert Song Best Evolution (29 décembre 2001[4])
- Girls Festival (6 février 2002[4])
- Single Best Parade (3 avril 2002 ; Digimon Tamers[5])
- Michihiko Ōta Self-Cover Collection ~A Message To The Future~ (26 juin 2002[4])
- Opening Best Spirit (7 août 2002[4])
- Character Song Collection – “Salamander” (2 octobre 2002 ; Digimon Frontier[6])
- Christmas Smile (6 novembre 2002 ; Digimon Frontier[6])
- Insert Song Wonder Best Evolution (4 décembre 2002[4])
- Digimon Music 100 Title Commemoration Release We Love DiGiMONMUSiC (Perfect Limited Production Discs) – Disc 01 (23 décembre 2002[4])
- Digimon Music 100 Title Commemoration Release We Love DiGiMONMUSiC (Perfect Limited Production Discs) – Disc 02 (25 décembre 2002[4])
- Digimon Music 100 Title Commemoration Release We Love DiGiMONMUSiC (Perfect Limited Production Discs) – Disc 03 (25 décembre 2002[4])
- Digimon Music 100 Title Commemoration Release We Love DiGiMONMUSiC (Perfect Limited Production Discs) – Disc 04 (25 décembre 2002[4])
- Digimon Music 100 Title Commemoration Release We Love DiGiMONMUSiC (Perfect Limited Production Discs) – Disc 05 (25 décembre 2002[4])
- Best Hit Parade (2 avril 2003 ; Digimon Frontier[6])
- Best Hits + New Character Songs (18 avril 2007 ; Digimon Data Squad[7])
- We Love DiGiMONMUSiC SPECiAL To The Children Who Inherit Courage –Odaiba Memorial 8/1 Project– (24 juillet 2003[4])
- Insert Song Miracle Best Evolution (26 décembre 2003[4])
- Super Evolution Best! (8 mars 2006[4])
- 10th ANNIVERSARY –The Bridge To Dreams– (1er août 2007[4] ; album à l'occasion des 10 ans de la franchise)
- Super Evolution Best! 2 (22 août 2007[4])
- DIGIMON HISTORY 1999-2006 ALL THE BEST (1er janvier 2010[4])
- VOCAL CODE (24 avril 2011 ; Digimon Xros Wars[8])
- Ending Best Aimer (1er août 2013[4])

## Singles
- Kōji Wada & Ai Maeda (AiM) - Butter-Fly (23 avril 1999[9] ; générique de début de Digimon Adventure[10], et Digimon Adventure: Bokura no Uō Gēmu![11])
  - Classée à la 3e place du Top 100 des meilleurs openings d'animes de tous les temps par 2channel en 2007[12].
  - Kōji Wada & AiM - Butter-Fly (Strong Version), paru le 22 avril 2009[9]
- AiM - I Wish (23 avril 1999[9])
- Ayumi Miyazaki - brave heart (25 juin 1999[9])
- AiM - Keep On (8 octobre 1999[9])
- AiM - Sakuhin No. 2 "Haru" I Chouchou ~Bokura no War Game!~ (26 avril 2000[9] ; thème de fin du second court-métrage Digimon Adventure: Bokura no Uō Gēmu![11])
- Kōji Wada - Target ~Red Shock~ (26 avril 2000 ; générique d'ouverture de Digimon Adventure 02[13])
- AiM - Tomorrow My Wind Will Blow (26 avril 2000 ; générique de fin de Digimon Adventure 02[13])
- Ayumi Miyazaki - Break Up (10 mai 2000 ; thème des digivolutions de Digimon Adventure 02[13]), re-commercialisé le 4 août 2004[13]
- AiM - 'Stand • By • Me ~One Summer’s Adventure~ (5 juillet 2000 ; thème de fin du second court-métrage Digimon Adventure: Bokura no Uō Gēmu![13])
- AiM - Always, Whenever (25 octobre 2000 ; thème de fin de Digimon Adventure 02[13])
- Ayumi Miyazaki - Beat Hit (2 novembre 2000 ; thème des digivolutions de Digimon Adventure 02[13])
- AiM - Friend ~I’ll Never Forget~ (21 février 2001 ; thème de fin du second court-métrage Digimon Adventure: Bokura no Uō Gēmu![13])
- TEEN-AGE WOLVES - Gate DOOR (4 avril 2001[13])
- The Digimon All-Stars (avec Kōji Wada & Ai Maeda) - Our Digital World (24 décembre 2001[13] ; paroles de Hiroaki Hirata)
- Kōji Wada - The Biggest Dreamer (2 mai 2001 ; générique de début de Digimon Tamers[14])
- AiM - My Tomorrow (2 mai 2001 ; premier générique de fin de Digimon Tamers[14])
- Michihiko Ōta - SLASH!! (23 mai 2001[14])
- WILD CHILD BOUND - EVO (27 juin 2001[14])
- AiM - Moving On! (4 juillet 2001[14])
- Sammy - A Sea Of Friends (29 septembre 2001 ; insert song du film Digimon Tamers: Bōkensha-tachi no Tatakai[14])
- AiM - Days –Affection And The Ordinary– (10 octobre 2001 ; second générique de fin de Digimon Tamers[14])
- Takayoshi Tanimoto - One Vision (10 janvier 2002 ; thème des digivolutions de Digimon Tamers[14])
- AiM - A Promise Of The Evening Sun 6 mars 2002 ; générique de fin de Digimon Tamers: Bōkensha-tachi no Tatakai[14])
- Kōji Wada - FIRE!! (24 avril 2002 ; générique d'ouverture de Digimon Frontier[15])
- Kōji Wada - Innocent ~While Remaining Naïve~ (22 mai 2002 ; premier générique de fin de Digimon Frontier[15])
- Kōji Wada & AiM - An Endless Tale (22 novembre 2002 ; second générique de fin de Digimon Frontier[15])
- Ayumi Miyazaki - The Last Element (5 février 2003 ; thème des digivolutions de Digimon Frontier[15])
- Dynamite SHU - Gōing!  Going!  My Soul!! (31 mai 2006 ; générique d'ouverture de Digimon Data Squad[16])
- Yōsuke Itō - One Star (31 mai 2006 ; premier générique de fin de Digimon Data Squad[16])
- IKUO - Believer (28 juin 2006 ; thème des digivolutions de Digimon Data Squad[16])
- MiyuMiyu - Shooting Stars (22 novembre 2006 ; second générique de fin de Digimon Data Squad[16])
- Kōji Wada - Lightly (21 décembre 2006 ; second générique de début de Digimon Data Squad[16])
- Kōji Wada - WE ARE Xros Heart! (29 septembre 2010[17])
- Sonar Pocket - Never Give Up (3 novembre 2010 ; générique d'ouverture de Digimon Xros Wars[17])
- Kōji Wada - The Sky-Dancing Hero!  X5 (1er décembre 2010[17])
- Twill - New World (8 juin 2011 ; second générique d'ouverture de Digimon Xros Wars[17])
- Kōji Wada & Takayoshi Tanimoto - Evolution & DigiXros (22 juin 2011[17])
- Psychic Lover - Tagiru Power (29 février 2012[17])
- Twill - STAND UP (7 mars 2012 ; troisième générique d'ouverture de Digimon Xros Wars[17])

## Musiques de film
- Song And Music Collection, Ver. 1 (23 janvier 1999 ; Digimon Adventure[18])
- Song And Music Collection, Ver. 2 (4 février 2000 ; Digimon Adventure[18])
- Song And Music Collection, Ver. 1 (5 janvier 2000 ; Digimon Adventure 02[19])
- Song And Music Collection, Ver. 2 (24 janvier 2001 ; Digimon Adventure 02[19])
- Diablomon’s Counterattack (7 mars 2001[19])
- Part One: A Digimon Hurricane Touchdown!!, Part Two: A Supreme Evolution!!  The Golden Digimentals (25 juillet 2001[19])
- Song And Music Collection, Ver. 1 (6 juin 2001 ; Digimon Tamers[20])
- The Adventurers’ Battle (5 décembre 2001[20])
- Song And Music Collection, Ver. 2 (10 janvier 2002[20])
- The Runaway Digimon Express(3 juillet 2002[20])
- Song And Music Collection (22 août 2002 ; Digimon Frontier[21])
- Original Soundtrack (2 août 2006 ; Digimon Data Squad[22])
- Flashback! (1er août 2008[22])
- DIGITAL MONSTER X-EVOLUTION ORIGINAL SOUND TRACK (musiques du film Digital Monster X-Evolution (2005)[23])
- MUSIC CODE (29 septembre 2010 ; Digimon Xros Wars[24])
- MUSIC CODE II (23 mars 2011[24])
- MUSIC CODE III (18 janvier 2012[24])

## CD dramas
- Character Songs + Mini Drama 1 (3 novembre 1999 ; Digimon Adventure[25])
- Character Songs + Mini Drama 2 (3 décembre 1999 ; Digimon Adventure[25])
- Character Songs + Mini Drama 3 (7 janvier 2000 ; Digimon Adventure[25])
- 2½ Year Break (23 avril 2003 ; Digimon Adventure[25])
- Armor Evolutions To The Unknown (7 février 2001 ; Digimon Adventure 02[26])
- Yamato Ishida Letter –Letter– (7 mars 2001 ; Digimon Adventure 02[26])
- The Door To Summer (3 octobre 2001 ; Digimon Adventure 02[26])
- 2003 –Spring– (23 avril 2003 ; Digimon Adventure 02[26])
- The Things I Want To Tell You (23 avril 2003 ; Digimon Frontier[27])